# The Tokyo Showdown
The Tokyo Showdown er et 2001 livealbum fra det svenske melodiske dødsmetalband In Flames. Cirka seks måneder efter udgivelsen af Clayman tog bandet på tour i Japan hvor live albummet blev optaget ved deres show i Tokyo.

## Numre
1. "Bullet Ride" – 4:41
2. "Embody the Invisible" – 3:42
3. "Jotun" – 3:33
4. "Food for the Gods" – 4:24
5. "Moonshield" – 4:25
6. "Clayman" – 3:36
7. "Swim" – 3:21
8. "Behind Space" – 3:52
9. "Only for the Weak" – 4:31
10. "Gyroscope" – 3:25
11. "Scorn" – 3:50
12. "Ordinary Story" – 4:15
13. "Pinball Map" – 4:33
14. "Colony" – 4:47
15. "Episode 666" – 3:37

## Musikere
- Anders Fridén – Vokal
- Jesper Strömblad – Guitar
- Björn Gelotte – Guitar
- Peter Iwers – Bas
- Daniel Svensson – Trommer